# ライスティング
ライスティング (ドイツ語: Raisting) はドイツ連邦共和国バイエルン州オーバーバイエルン行政管区のヴァイルハイム＝ショーンガウ郡に属す町村（以下、本項では便宜上「町」と記述する）。
この町はエルトフンクシュテレ・ライスティング（ライスティング地球局）で全国的に有名である。

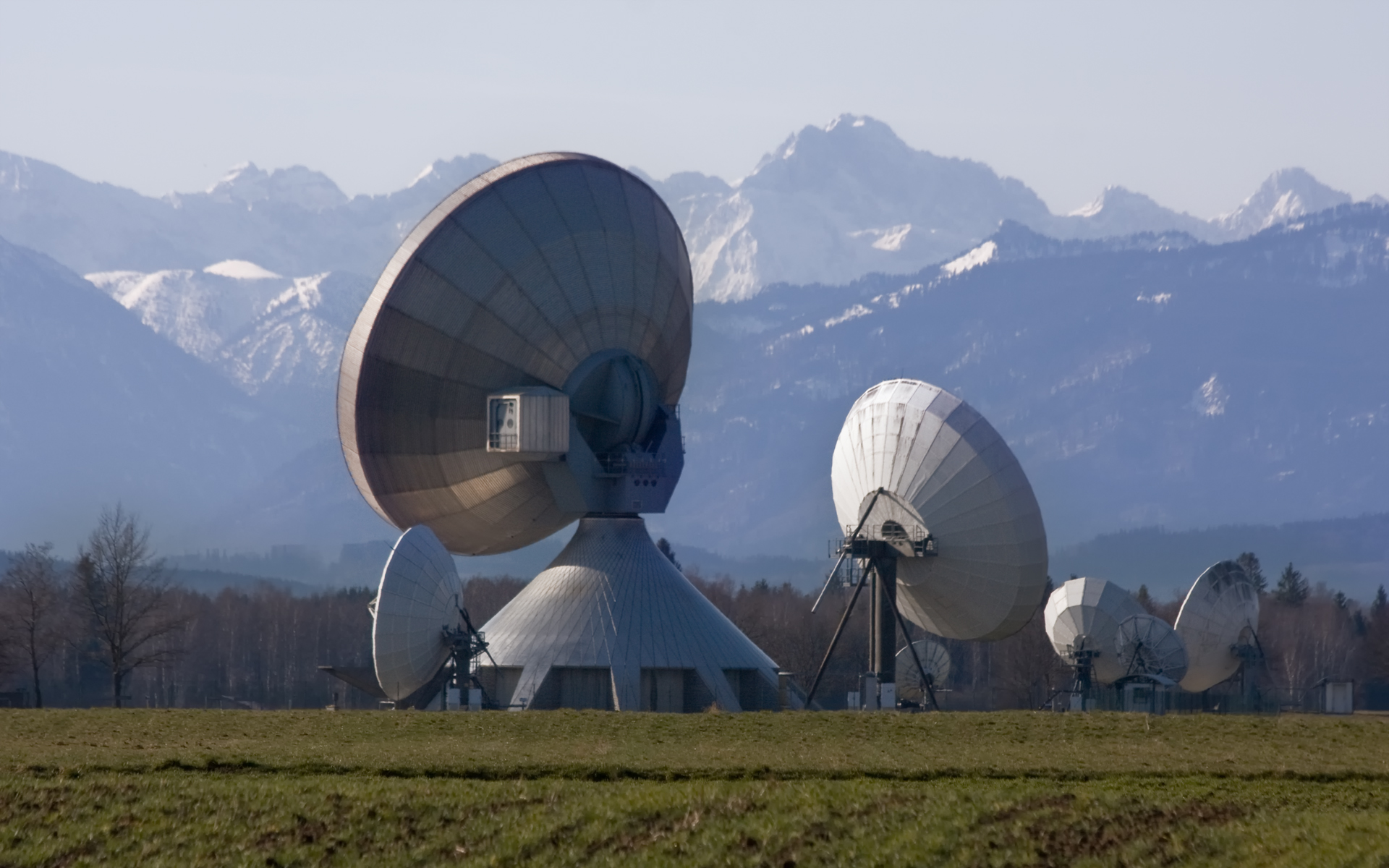
ライスティング地球局

## 地理
ライスティングはオーバーラント地方に位置する。

### 自治体の構成
この町は、公式には 5つの地区 (Ort) からなる。このうち小集落や孤立農場などを除く集落を以下に列記する。
- ライスティング
- ゼルプ

## 歴史
この町は776年に初めて文献上に記録され、長い間ディーセン修道院の所領であった。この町はバイエルン選帝侯領の一部であり、修道院が所有する閉鎖ホーフマルクトを形成していた。このホーフマルクトは1803年の世俗化により修道院とともに廃止された。バイエルンの行政改革に伴う1818年の市町村令により現在の自治体が成立した。1978年に成立したペール＝ライスティング行政共同体は2007年1月1日に解消された。

### 人口推移
- 1970年 1,304人
- 1987年 1,541人
- 2000年 2,061人

## 行政
町長はマルティン・ヘック (Freie Wählergr.) である。彼は2014年に町長に就任した。

## 経済と社会資本

### 教育
- 国民学校 1校

## 引用
1. ↑  https://www.statistikdaten.bayern.de/genesis/online?operation=result&code=12411-003r&leerzeilen=false&language=de Genesis-Online-Datenbank des Bayerischen Landesamtes für Statistik Tabelle 12411-003r Fortschreibung des Bevölkerungsstandes: Gemeinden, Stichtag (Einwohnerzahlen auf Grundlage des Zensus 2011)
2. ↑  Bayerische Landesbibliothek Online